# Кулой (станция)
Кулой — крупная железнодорожная станция в рабочем посёлке Кулое Вельского района Архангельской области. Расстояние от Ярославского вокзала Москвы составляет 845 км.

## Характеристика
Станция была построена в 1942 году, когда была проложена Печорская железная дорога. Это дата считается днём рождения посёлка Кулоя. Пути на станции не электрифицированы, все поезда управляются тепловозами. На станции, помимо пассажирских перевозок, осуществляются грузовые операции. Все пассажирские поезда осуществляют длительную стоянку, связанную со сменой локомотивных бригад, а составы также проверяются на исправность. Станция Кулой относится к Сольвычегодскому региону Северной железной дороги.

## Пригородное сообщение
Станция является конечной для пригородных поездов Кулой — Вересово (2 пары поездов в сутки), Кулой — Коноша (1 пара поездов в сутки) и Кулой — Кизема (2 пары поездов в сутки).

## Дальнее сообщение
По состоянию на декабрь 2018 года через станцию курсируют следующие поезда дальнего следования:
| Круглогодичное обращение поездов | Круглогодичное обращение поездов | Круглогодичное обращение поездов | Круглогодичное обращение поездов |
| № поезда                         | Маршрут движения                 | № поезда                         | Маршрут движения                 |
| -------------------------------- | -------------------------------- | -------------------------------- | -------------------------------- |
| 21 «Полярная стрела»             | Лабытнанги — Москва              | 22 «Полярная стрела»             | Москва — Лабытнанги              |
| 33 «Сыктывкар»                   | Сыктывкар — Москва               | 34 «Сыктывкар»                   | Москва — Сыктывкар               |
| 41 «Воркута»                     | Воркута — Москва                 | 42 «Воркута»                     | Москва — Воркута                 |
| 77                               | Воркута — Санкт-Петербург        | 78                               | Санкт-Петербург — Воркута        |
| 97                               | Микунь — Санкт-Петербург         | 98                               | Санкт-Петербург — Микунь         |
| 371                              | Котлас — Архангельск             | 372                              | Архангельск — Котлас             |
| 375                              | Воркута — Москва                 | 376                              | Москва — Воркута                 |

| Сезонное обращение поездов | Сезонное обращение поездов | Сезонное обращение поездов | Сезонное обращение поездов |
| № поезда                   | Маршрут движения           | № поезда                   | Маршрут движения           |
| -------------------------- | -------------------------- | -------------------------- | -------------------------- |
| 209                        | Лабытнанги — Москва        | 210                        | Москва — Лабытнанги        |
| 257                        | Печора — Адлер             | 258                        | Адлер — Печора             |
| 267                        | Сосногорск — Новороссийск  | 268                        | Новороссийск — Сосногорск  |
| 287                        | Воркута — Белгород         | 288                        | Белгород — Воркута         |